# Didier Burkhalter
Didier Burkhalter (Auvernier, cantón de Neuchâtel; 17 de abril de 1960) es un político suizo, miembro del Partido Liberal Radical Suizo. Fue miembro del Consejo Federal de Suiza del 1 de noviembre de 2009 al 31 de octubre de 2017.

## Biografía
Originario de las comunas de Neuchâtel y de Sumiswald. Obtiene una licencia en Ciencias Económicas en la Universidad de Neuchâtel. Comienza su carrera política en 1988 como concejal (legislativo) de la comuna de Hauterive. Elegido diputado al Gran Consejo de Neuchâtel en 1990, preside la comisión de finanzas. En 1991 es elegido concejal (ejecutivo) de la ciudad de Neuchâtel, función que ocupará hasta 2005.
Su carrera federal empieza en 2003, cuando es elegido al Consejo Nacional como representante del Partido Radical de Neuchâtel. Miembro de la comisión de política de seguridad, de asuntos jurídicos y de la comisión judiciaria. Durante su mandato fue miembro de la delegación suiza ante la Asamblea parlamentaria de la Organización para la Seguridad y la Cooperación en Europa (OSCE).
En 2007 fue elegido al Consejo de los Estados, en donde ocupó la vicepresidencia de la comisión de finanzas. Miembro de la comisión de ciencias, educación y cultura, vicepresidente de la AELC/PE, también fue miembro de la delegación de la Francofonía.
En el seno de su partido, fue miembro del comité director del PRD suizo (ahora PLR) desde 2004. Y tras su elección al Consejo de los Estados en 2007, fue presidente del Grupo Liberal-Radical del Consejo de los Estados.

## Consejo Federal
Elegido el 16 de septiembre de 2009 en reemplazo de Pascal Couchepin, Didier Burkhalter fue elegido tras la cuarta vuelta con una votación de 121 votos (de 246). A su entrada al Consejo Federal tomará las riendas del Departamento Federal del Interior que se ocupa de la seguridad social, salud, educación, formación universitaria, investigación y cultura. Desde diciembre de 2011 se encarga del Departamento Federal de Asuntos Exteriores. Fue elegido Presidente de la Confederación para el período del 1 de enero al 31 de diciembre de 2014. Durante su presidencia tuvo la ocasión de presidir la OSCE y desempeñar un papel importante en la mediación de la crisis de Ucrania.